# Матфей (патриарх Константинопольский)
Матфей (греч. Ματθαίον) — патриарх Константинопольский, который занимал пост патриарха на протяжении тринадцати лет (1397- 1410).
Предшественником патриарха Матфея был патриарх Каллист II Ксанфопул, а его преемником был патриарх Евфимий II.

## Биография
Матфей принял решение стать монахом в 12 лет, 3 года спустя он прибыл в Константинополь, где стал учиться у настоятеля монастыря Харсианит Марка, затем — будущего патриарха Нила.
С января 1388 года Матфей стал настоятелем монастыря Харсианит. В 1387 году Матфей был избран митрополитом Халкидонским, однако императором на это избрание было наложено вето, и возложение рук и чтение молитвы хиротонии не состоялись.
С ноября 1387 года по октябрь 1397 года Матфей был митрополитом Кизическим. При этом по приказу патриарха Нила Матфей получил дополнительно и Халкидонскую кафедру со всеми ее церквями в столице, а также права патриаршего экзарха в Геллеспонте и Вифинии.
Когда Матфей занял Константинопольскую кафедру в октябре 1397 года, оппозиция в лице Макария, митрополита Мидийского, Иоанна Оловола, митрополита Готии, обвинила его в том, что он занимает уже 3-й епископский престол, является «трижды епископом» и должен быть низложен.
Первые обвинения были выдвинуты уже в конце 90-х годов XIV века, но император Мануил II Палеолог не дал конфликту развиться. Во время длительной дипломатической миссии императора его племянник Иоанн VII Палеолог, оставшийся в Константинополе низложил Матфея.
Поскольку созванный для этого собор проходил в период осады Константинополя турецкими войсками, в заседаниях не смогло принять участие достаточное число епископов. Поэтому вскоре потребовался более представительный собор, подтвердивший решение первого собора.
По возвращении Мануил принял решение восстановить на патриаршем престоле Матфея и попытался получить поддержку у епископата, однако собор  подтвердил низложение Матфея.
По настоянию императора Матфей начал совершать патриаршие богослужения, но столкнулся с противодействием: по рассказам хронистов, монах Иоаким из Монемвасии отказался принять рукоположение в митрополита Патрского от Матфея.
Мануил смог добиться признания Матфея только зимой 1403 года, когда состоялось соборное разбирательство под председательством Мануила и Матфей был признан свободным от всех обвинений. Тем не менее противники Матфея продолжали выступать против него и в последующие годы.
Разрешение спора последовало только в августе 1409 года, когда соборным решением было признано, что Матфей не может считаться трижды епископом, противники Матфея были отлучены от Церкви и отправлены в ссылку.
Сохранилось множество актов периода Патриаршества Матфея Самые известные: послание к Киприану с просьбой о помощи в борьбе против турецких воинов; апологетическое послание, опровергающее обвинения, выдвинутые против Матфея, в том, что он вел секретные переговоры с турецкими войсками.
После кончины Киприана Василий I Димитриевич обратился к Матфею и императору Мануилу с просьбой поставить нового митрополита. Литовский князь Витовт отправил в Константинополь своего кандидата архиепископа Полоцкого Феодосия для поставления на Киевский престол.
Матфей не поддержал эту кандидатуру и поставил митрополитом Киевским и всея Руси находившегося в это время в Константинополе грека Фотия.
В 1410 году Матфей скончался от чумы.